# Monzón
Monzón je město ve španělském autonomním společenství Aragonie, v provincii Huesca. Leží v podhůří Pyrenejí na řekách Cinca a Sosa a městem protéká i důležitý zavodňovací kanál.

## Historie
Ve středověku byl Monzón významnou pevností, nejstarší část hradu je maurská a pochází z 9. století. V roce 1089 hrad dobyl aragonský král Sancho Ramírez a v letech 1134-1312 byl hrad sídlem templářů, kteří vojensky chránili krále. Od 13. století působil ve městě také Řád německých rytířů a konvent tu založili františkáni.  Mezi 13. a 17. stoletím v Monzónu zasedal aragonský sněm, protože město leží na půli cesty mezi Zaragozou. Lleidou a  a .
5. března 1626 zde Gaspar de Guzmán v zastoupení španělského krále a kardinál Richelieu, zastupující francouzského krále, uzavřeli Monzónskou mírovou smlouvu, jíž ukončili boje Francie a Španělska o strategické lombardské území Valtellina.
Od začátku 20. století je město silně průmyslové, výrobními podniky bylo zlikvidováno historické centrum.

## Památky
- Castel Monzón

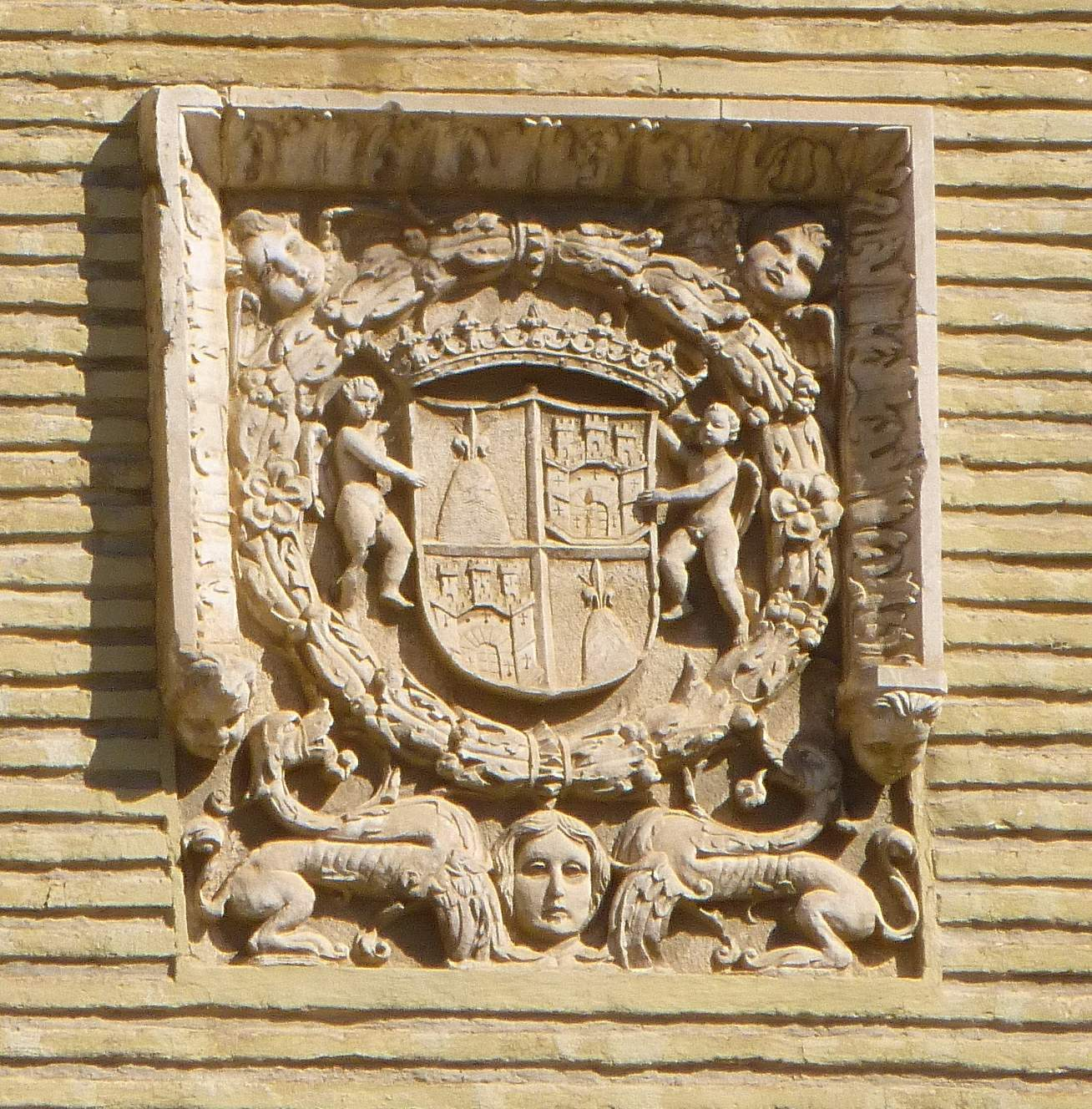
Renesanční městský znak na radnici

- Konkatedrála Santa María del Romeral, trojlodní románská stavba, byla vysvěcena roku 1098, fasáda  má plastickou dekoraci v mudejárském stylu, interiér je barokní; v osmiboké věži je zavěšeno osm zvonů; zde se roku 1109 oženil král Alfons I. Aragonský s královnou Urracou Kastilskou; za španělské občanské války povstalci využili katedrálu na svou ochranu; nyní jedno ze dvou sídel biskupa spojené římskokatolické diecéze Barbastro-Monzón
- Puerta de Luzán gotická brána se středověkými hradbami
- Radnice - renesanční stavba ze 16. století, interiéry ze 17. století
- Františkánský klášter ze 2. poloviny 14. století, zrušen roku 1835, nyní konzervatoř a koncertní sál
- Eremitáž - poustevna na kopci pod hradem
- Muzeum - centrum výzkumu pěti století historie Monzónu

## Slavnosti
- Pouť k eremitáži - koná se každoročně na Pondělí velikonoční
- Slavnost sv. Barbory a křest starosty - koná se každoročně po 21. září

## Slavní obyvatelé
- Ignacio de Luzán (1702-1754)
- Joaquín Costa (1846-1911)
- Javier Moracho (* 1957), atlet
- Conchita Martínezová (* 1972), španělská tenistka
- Eliseo Martín (* 1973)

## Partnerská města
- Barcelona, Španělsko
- Muret, Francie

## Galerie

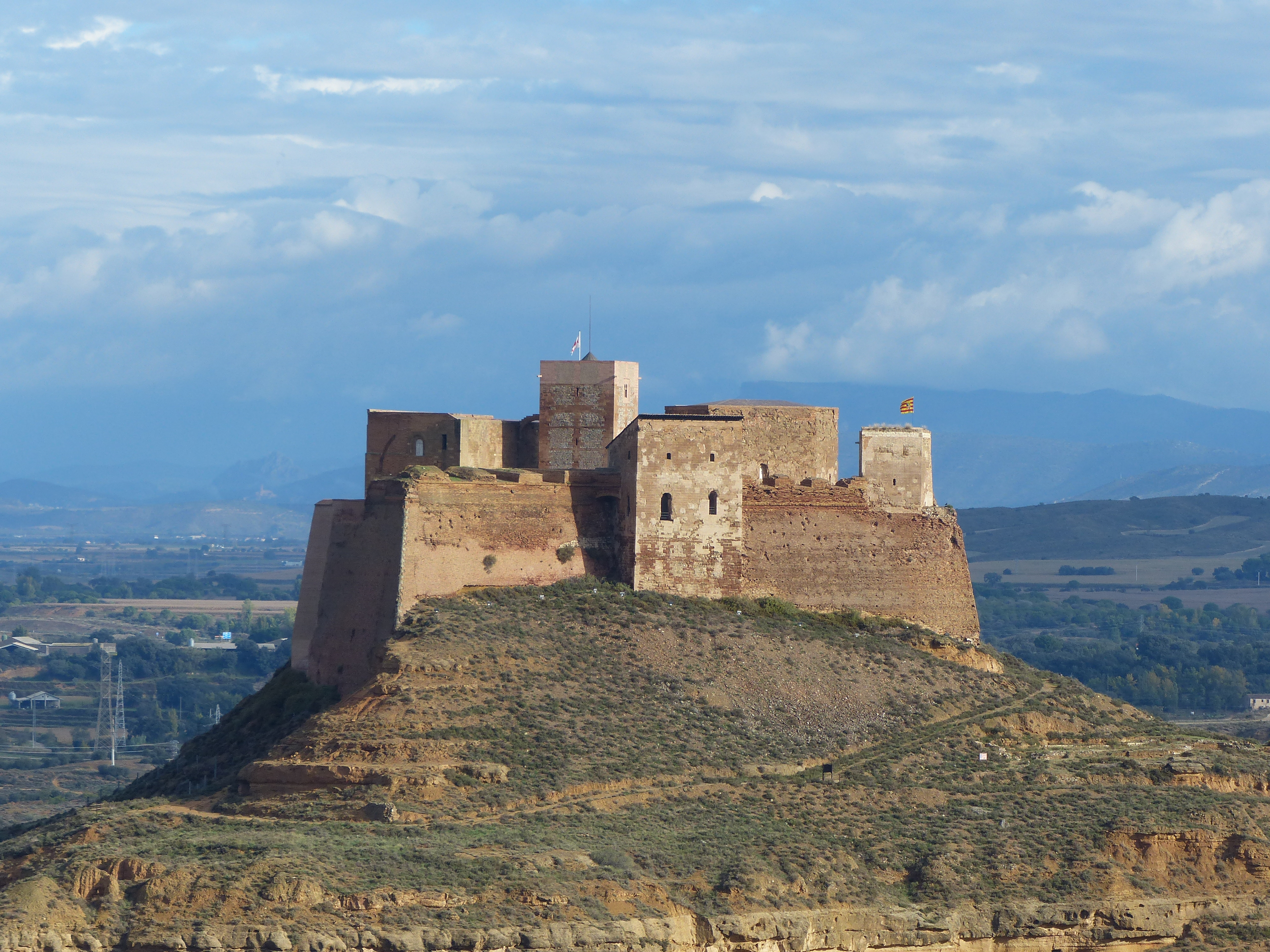
Monzon, hrad
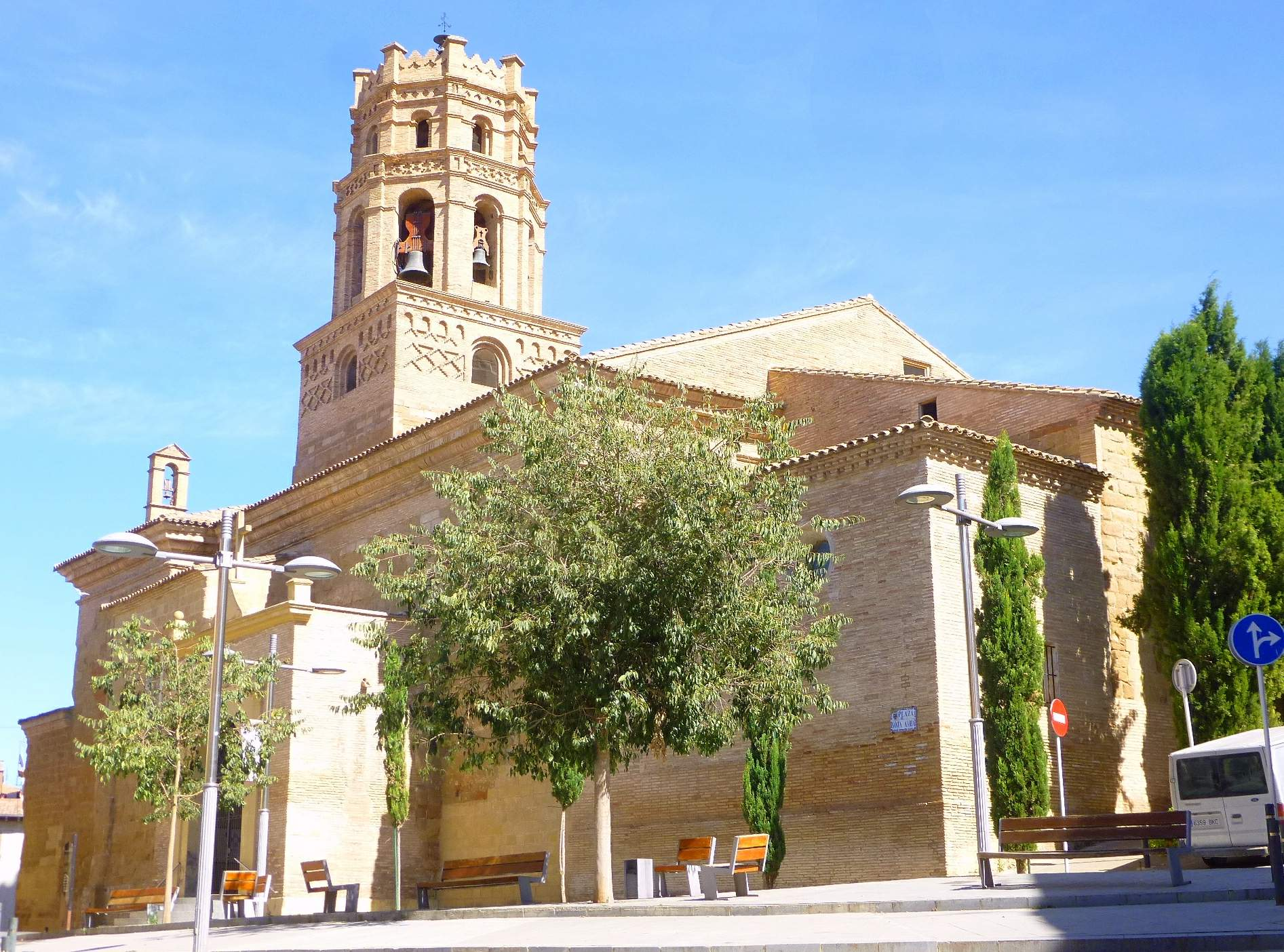
Katedrála
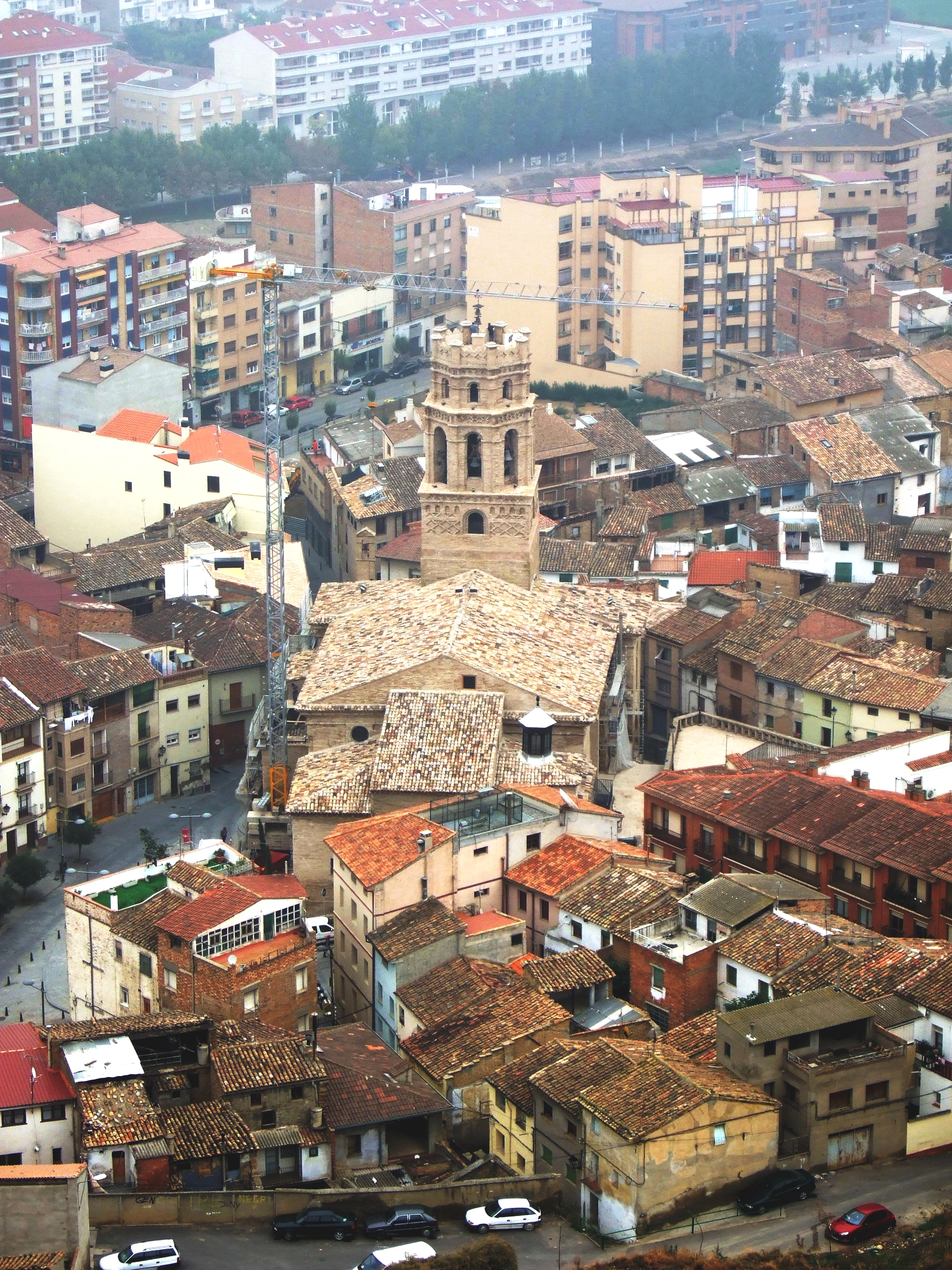
Centrum Monzonu
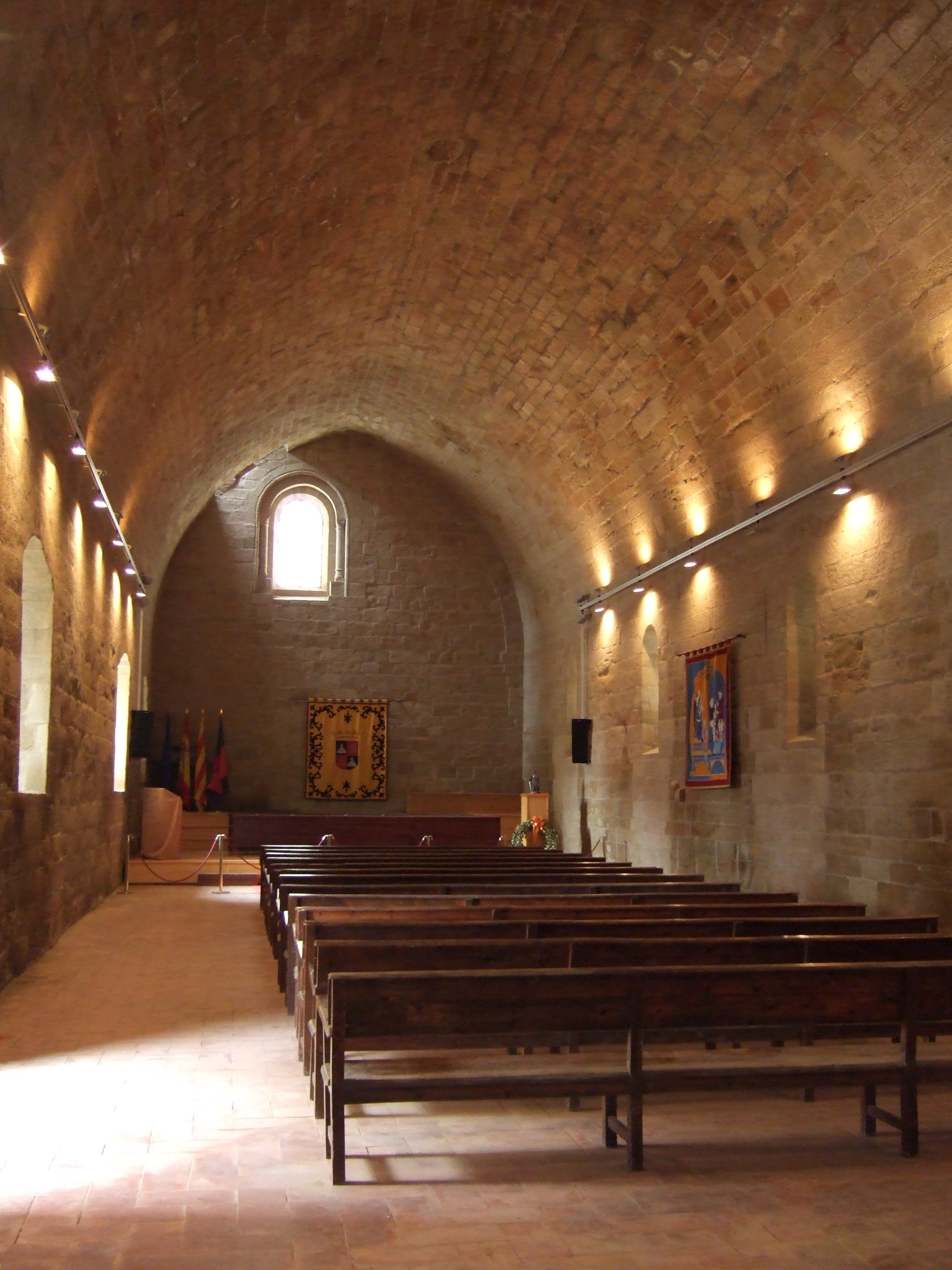
Monzon, hrad, kapitulní síň
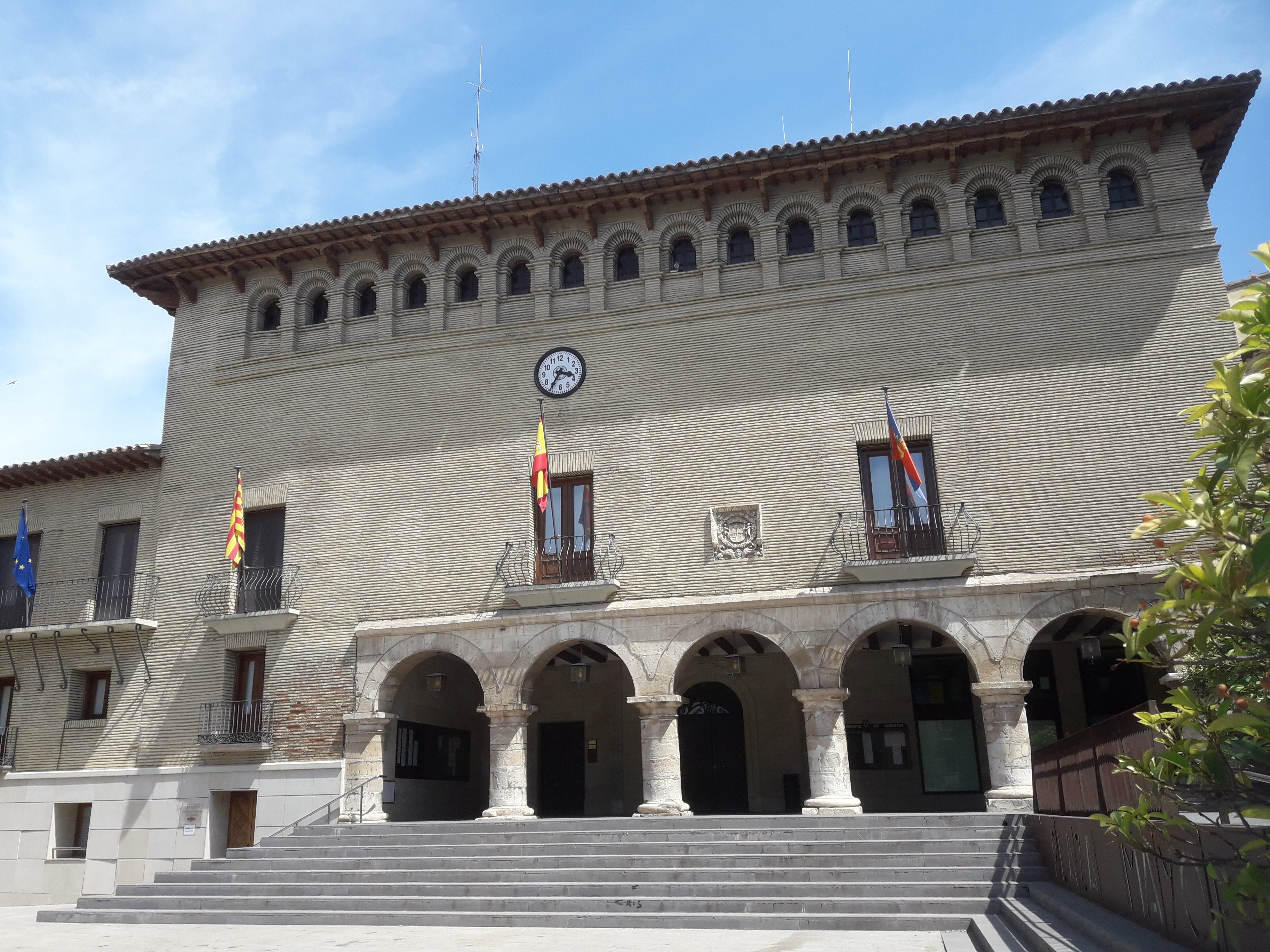
Radnice